# Muskoka Airport
Muskoka Airport är en flygplats i Kanada. Den ligger i den sydöstra delen av landet, 290 km väster om huvudstaden Ottawa. Muskoka Airport ligger 281 meter över havet. Den ligger vid sjön Wright's Lake.
Terrängen runt Muskoka Airport är platt. Närmaste större samhälle är Bracebridge, 6,6 km norr om Muskoka Airport. 
I omgivningarna runt Muskoka Airport växer i huvudsak blandskog. Runt Muskoka Airport är det ganska glesbefolkat, med 22 invånare per kvadratkilometer.